# 高橋健二 (競輪選手)
高橋 健二（たかはし けんじ、1952年7月13日 - ）は、日本の元競輪選手。現在は喫茶店店主。愛知県出身。現役時代はパンチパーマと屈託のない笑顔が印象的な選手であり、爽やかケンチャンと呼ばれていた。

## 経歴
春日丘高等学校出身。父親、兄（高橋昭次）、弟（高橋美行）、息子（高橋宏和）も元競輪選手という、競輪一家。ただ、父親が早くに他界した影響もあり、高校時代は新聞配達などのアルバイトをして家計を助けたという。
高校卒業後、黒須道場の異名を取り、多くの競輪選手を輩出した黒須修典に弟子入り。その後、日本競輪学校（当時。以下、競輪学校）第30期生となる。同期には小池和博、緒方浩一らがいる。北海道出身の久保千代志とは黒須道場の同門で、競輪学校では1期先輩の29期だが、同年齢である。在校成績33位で競輪学校を卒業。
1972年10月5日、名古屋競輪場でデビューし、初出走初勝利を挙げたばかりか、この開催で準決勝・決勝と全て1着の完全優勝を果たす。翌1973年度の最優秀新人賞を獲得。

### 三強時代を終焉に追い込む
1975年に行われた第28回日本選手権競輪（千葉競輪場）決勝で、高橋は岐阜の須田一二三を引きつれホームからカマシ気味に前団を叩いて出た。すると、当時の三強と呼ばれた一角で、グランドスラム達成がかかっていた福島正幸が前で受けていたものの、2角手前付近において、高橋の動きに反応しようとするあまりバランスを崩して落車。さらに河内剛も乗り上げてしまった。福島らの落車が影響し、マークの須田が千切れ気味になった他、その他選手もまた高橋の逃げについていけない状態となり、高橋は4角手前付近まで、他を4～5車身ほど離していた。漸く直線を向いて伊藤繁、田中博といった実績者が追い詰めてきたものの、そのまま押し切って優勝を果たした。当時22歳であった。
さらにこの大会を境に、当時絶頂で、1970年 - 1974年の間に3人合わせて11回も特別競輪を制覇してきた福島、田中、阿部道の三強がこの決勝を境に凋落したばかりか、これら三強と呼ばれる選手を追撃していた選手たちもほぼ同時に凋落し、競輪界はヤング全盛時代と呼ばれる、これまでの流れとは全く違った新しい時代へと突入することになる。

### 生死をさまよう
同年5月に行われた高松記念決勝戦において、徳島の新田計三の強烈な牽制を受け落車。バンクに叩きつけられ全身打撲により意識不明の状態となり、一時は生死をさまよったこともあった。しかし翌1976年7月に復帰することになる。

### 中野浩一のよき相談相手
高橋が日本選手権を優勝した年に中野浩一がデビューしたが、中野は熊本の矢村正以外に九州で頼れる先輩がいなかったことから、後に世界自転車選手権で一緒に出場した縁もあって、高橋を頼るようになった。とりわけ、中部地区での斡旋が終わると、中野は自宅がある久留米にはすぐに戻らず、高橋の家に必ず何泊かするようになったという。
とりわけ、フラワーラインという勢力が後に台頭してくると、中野は最初に高橋に相談を持ちかけ、また高橋は同門の先輩ともいうべき久保千代志を通じ、久保がアニイと慕っていた北海道の藤巻昇をも味方に取り入れ、時折、地域とは関係がない、いわゆる「中野シンパライン」を形成し、フラワーラインに対抗するようになった。ただし、フラワーラインのような一枚岩の結束ではなく、必要に応じてラインが形成されるだけだった。
一方で高橋は中野と特別競輪の決勝でしばし名勝負を演じた。しかしほとんど中野に軍配が上がり、ひいては高橋がしばらくタイトルから遠ざかるきっかけにもなってしまう。

### 世界選手権で銅メダル
1981年の世界選、ブルノ大会（当時はチェコスロバキア）のプロスプリントで、高橋は銅メダルを獲得。またこの年のケイリンでは、久保が同じく銅メダルを獲得している。

### 10年半ぶりの特別競輪制覇
1985年のオールスター競輪（一宮競輪場）において、高橋は中野にマーク。その後ろに弟の美行がつけ、さらにその後ろを藤巻が固めるという、まさに中野シンパのラインを形成。バックから捲った中野に対し、高橋は直線で鋭く中野を追い込み、10年6ヶ月ぶりに特別競輪を制覇した。2着は中野だったが、3着に美行が入り、藤巻兄弟以来の特別競輪での兄弟表彰台が実現した大会となった。

### 50歳を過ぎてもS級選手
高橋の特筆すべき点は、50歳を過ぎてもS級選手であり続けたことである。現役を引退したきっかけがA級に陥落することになったためであり（2003年）、新人時代から一貫してトップクラスの座を維持したことは賞賛に値するもの。また、50歳時となる2002年、弥彦競輪場で開催されたふるさとダービーに出場している。
2003年7月18日の松阪競輪場でのレースで「自分の納得のいくレースができた」ことから引退を決意。同年9月11日、選手登録消除。現役通算成績は2379戦470勝（うちGI優勝2回）、通算獲得賞金額は977,726,780円。
特別競輪の優勝回数が2回、通算勝利数も500勝に満たない成績でありながらも、引退してまもなく、ホームバンクであった名古屋競輪場で高橋を記念するS級シリーズが開催された。それだけ高橋の存在というのは、記録以上に記憶にとどめる側面が大きかったといえる。その功績を称え、高橋健二杯・メダリストカップが名古屋競輪場で開催されている。

### 現役引退後
岐阜県中津川市の恵那峡の近くにて、喫茶店「孝見さ寮」（たかみさりょう）を開店、夫婦で経営している。

## 主な獲得タイトル
- 1975年 - 日本選手権競輪（千葉競輪場）
- 1985年 - オールスター競輪（一宮競輪場）